# Дотри
Дотри е американска рок група от Северна Каролина, сформирана от бившия финалист в шоуто Америкън Айдъл Крис Дотри през 2006 г.

## История
Техният едноименен албум е издаден през ноември 2006 г. Той достига номер едно в Билборд 200. Продаден е в повече от четири милиона копия в САЩ, и е сертифициран четири пъти от РИАА. Daughtry също е определен като най-продаваният албум на 2007 г. от Billboard, превръщайки се в най-бързо продаваният дебютен албум в Rock Soundscan History. Вторият албум на групата, Leave This Town, е издаден през юли 2009 година. Той дебютира под номер едно в Билборд 200. Към днешна дата Leave This Town е продаден в над 1,3 милиона копия в САЩ и е сертифициран от РИАА. Сингълът No Surprise е петият топ 20 хит на групата в Hot 100. Техният трети студиен албум, Break The Spell е издаден през ноември 2011 година. Той дебютира в първата десетка на Билборд 200 и е сертифициран като златен от RIAA. Към днешна дата, Дотри са продали над 6,7 милиона копия от албумите си и над 12,4 милиона цифрови записи в Съединените щати. На 17 май 2013 г. Крис Дотри пише в туитър че Джош Пол се връща в групата като бас китарист. На 17 септември 2013 г. излиза новият сингъл на групата наречен Waiting For Superman за новия албум Baptized, който излиза през 19 ноември 2013 г.

## Състав

### Настоящи членове
- Крис Дотри – вокалист (2006– )
- Джош Пол – бас китара (2006 – 2012), (2013– )
- Джош Стийли – соло китара (2012– )
- Брайън Крадок – ритъм китара (2007– )
- Робин Диаз – барабани (2010– )

### Бивши членове
- Джереми Бради – ритъм китара (2006 – 2007)
- Джоуи Барнес – барабани (2006 – 2010)

### Албуми
- Daughtry (2006)
- Leave This Town (2009)
- Leave This Town:The B-Sides-EP (2010)
- Break The Spell (2011)
- Baptized (2013)